# Thecla tolmides
Thecla tolmides är en fjärilsart som beskrevs av Felder 1865. Thecla tolmides ingår i släktet Thecla och familjen juvelvingar. Inga underarter finns listade i Catalogue of Life.